# Angus Maddison
Angus Maddison (ur. 6 grudnia 1926 w Newcastle upon Tyne, Anglia  – zm. 24 kwietnia 2010 w Paryżu, Francja) – brytyjski ekonomista, emerytowany profesor na wydziale ekonomii na Uniwersytecie w Groningen.
Urodzony w Newcastle-upon-Tyne w Anglii, uczył się w Gimnazjum Darlington oraz studiował na Uniwersytecie Cambridge. Po ukończeniu Uniwersytetu McGill i Uniwersytetu Johna Hopkinsa postanowił wrócić do Wielkiej Brytanii. 
W 1953 roku, Maddison dołączył do Organizacji Europejskiej Współpracy Gospodarczej (OEEC), został szefem Wydziału Ekonomii OEEC. W 1963 roku, kiedy OEEC stała się Organizacją Współpracy Gospodarczej i Rozwoju (OECD) Maddison został asystentem dyrektora departamentu Rozwoju Gospodarczego. 
W latach 1969–71 pracował na Uniwersytecie Harvarda. Maddison pełnił również funkcję doradcy ds. polityki w Ghanie i Pakistanie. Doradzał również szefom rządów takich krajów jak Brazylia, Gwinea, Mongolia, ZSRR i Japonia. Pozwoliło mu to poznać czynniki determinujące wzrost gospodarczy i dobrobyt.
Maddison był pionierem w dziedzinie obliczania rachunków narodowych. W tym celu łączył nowoczesne techniki badawcze z własną wiedzą z zakresu historii gospodarczej. Jego prace pomogły w ustaleniu dlaczego niektóre kraje stały się bogate, podczas gdy inne pozostają biedne. Maddison jest uważany za największego badacza tych zależności.
Przez ostatnie 20 lat Maddison skupiał się na zbieraniu materiałów i analizie gospodarek sprzed wieków. Opublikował raport na temat wzrostu gospodarczego w Chinach w ciągu ostatnich 2000 lat. Ponadto, jego szacunki dotyczące dochodu na mieszkańca w Imperium Rzymskim są uważane za przełom w historiografii ekonomicznej.